# 오키 야스시 (야구인)
오키 야스시(일본어: 沖 泰司, 1961년 1월 5일 ~ )는 일본의 전 프로 야구 선수이자 현 야구 지도자이며, KBO 리그 한화 이글스 코치를 역임했다.

## 인물

### 선수 시절
에히메현 마쓰야마시에서 태어나 마쓰야마 상업고등학교 3학년 때인 1978년 하계 고시엔 대회에서는 포수로서 출전했고(1차전 패배), 메이지 대학을 거쳐 사회인 야구팀에 입단하면서 두각을 나타내는 등 팀의 중심 선수로 활약했다.
1986년 프로 야구 드래프트 4순위로 닛폰햄 파이터스에 입단하면서 1990년에 퇴단할 때까지 투수 이외의 모든 포지션을 경험하여 유틸리티 플레이어로서 활약했다.

### 그 후
2005년에 시코쿠 규슈 아일랜드 리그 팀인 에히메 만다린 파이렛츠의 코치를 맡아 이듬해인 2006년에는 감독직에서 물러난 니시다 신지의 후임에 차기 감독으로 승격했다. 3년째가 되는 2008년 후기 시즌에 팀을 우승으로 이끌었다.
그러나 2008년 4월 25일 경기(고치 파이팅 독스 전) 도중 판정에 불복하여 심판에게 폭력을 휘두르다 퇴장당했고 리그 사무국은 4월 28일 오키에 대해 1경기 출장 정지 처분을 내렸다. 시코쿠 규슈 아일랜드 리그에서는 과거에 가가와 올리브 가이너스의 당시 감독이었던 니시다 신지가 심판에게 폭언을 하다가 퇴장당한 전례는 있었지만 심판을 폭행한 사건은 처음이라 출장 정지 처분을 내린 것은 첫 사례였다. 그리고 이 경기에서는 오키가 퇴장당한 후에 선수인 가지와라 유지도 심판에게 폭력을 휘둘러 퇴장당하는 등 역시 1경기 출장 정지 처분이 내려졌다. 게다가 2008년 7월 12일 후쿠오카 레드 와블러스전에서도 심판에게 폭언과 욕설을 일삼다가 퇴장당하면서 7월 17일 리그 사무국은 오키에 대해 5경기 출장 정지와 벌금 3만 엔을 부과했다.
이듬해 2009년 4월, 팀의 첫 외국인 선수로서 2009년 시즌부터 활약할 예정이었던 한국인 선수가 강간치상과 주거침입 혐의로 경찰에 체포되는 사건이 발생해 구단 측은 해당 선수에 대한 방출 결정을 내렸다. 오키는 사건 직후 홈 경기에서 근신한 채 벤치에 들어가지는 않았다. 5월 4일 구단 측은 오키에 대해 3개월 감봉 처분(20%)과 5월 3일 이후의 공식전 출전 정지(10경기) 처분을 내렸고 5월 8일 리그 사무국으로부터 선수관리 소홀 책임을 물어 13경기 출장 정지 처분을 받았다.
2010년 6월과 7월에는 심판에게 폭언을 하다가 두 번째의 퇴장 처분을 받았고 리그 사무국은 7월 18일에 1경기 출장 정지, 구단에 대해서는 엄중 주의 처분을 내렸다.
2010년 시즌 종료 후인 10월 4일에 감독직에서 물러나겠다고 밝혔는데 퇴임할 당시에는 같은 팀에서 5년 연속으로 지휘한 것은 아일랜드 리그에서의 최장 기록이었다(2011년 가가와의 니시다 신지가 뒤를 이었다). 2010년 시즌 종료시점에서 아일랜드 리그가 발족할 당시부터 리그에서 계속 몸담은 지도자는 오키를 포함한 3명이(그 밖에 가토 히로토, 모리야마 가즈토) 있었다. 이 중 시즌 도중에 팀의 이동이 없었던 것은 오키가 유일하고 리그 발족 당시부터 같은 팀에서 계속 있었던 지도자는 오키가 마지막이었다.
2012년부터 대한민국 독립 야구 팀인 고양 원더스의 배터리 코치로 발탁되었고, 2013년 10월 30일 프로구단인 kt 위즈의 초대 배터리 코치로 선임됐다. 하지만 2015 시즌 후 재계약에 실패했다.

## 출신 학교
- 에히메 현립 마쓰야마 상업고등학교
- 메이지 대학

## 선수 경력
사회인 시대
- 쓰리 본드

프로팀 경력
- 닛폰햄 파이터스(1986년 ~ 1990년)

## 지도자·기타 경력
- 에히메 만다린 파이렛츠 코치(2005년)
- 에히메 만다린 파이렛츠 감독(2006년 ~ 2010년)
- 고양 원더스 코치(2012년 ~ 2013년)
- 한화 이글스 배터리 코치(2014년 ~ 2016년)

## 개인 기록
- 첫 출장 : 1986년 4월 6일, 대 긴테쓰 버펄로스 3차전(후지이데라 구장)[2]
- 첫 타석 : 상동.
- 첫 선발 출장 : 1986년 10월 19일, 대 롯데 오리온스 26차전(가와사키 구장)[3]
- 첫 안타 : 상동.[4]

## 등번호
- 31(1986년 ~ 1990년)
- 87(2007년)
- 77(2008년 ~ 2010년)

## 연도별 성적
| 연도       | 소속       | 경 기 | 타 석 | 타 수 | 득 점 | 안 타 | 2 루 타 | 3 루 타 | 홈 런 | 루 타 | 타 점 | 도 루 | 도루 실패 | 희생 번트 | 희생 플라이 | 볼 넷 | 고의 사구 | 死 구 | 삼 진 | 병 살 타 | 타 율 | 출 루 율 | 장 타 율 | O P S |
| ---------- | ---------- | ----- | ----- | ----- | ----- | ----- | ------- | ------- | ----- | ----- | ----- | ----- | --------- | --------- | ----------- | ----- | --------- | ----- | ----- | -------- | ----- | -------- | -------- | ----- |
| 1986년     | 닛폰햄     | 21    | 11    | 10    | 3     | 2     | 0       | 0       | 0     | 2     | 0     | 0     | 2         | 0         | 0           | 1     | 0         | 0     | 4     | 0        | .200  | .273     | .200     | .473  |
| 1988년     | 닛폰햄     | 6     | 8     | 7     | 0     | 1     | 0       | 0       | 0     | 1     | 0     | 0     | 0         | 0         | 0           | 0     | 0         | 1     | 4     | 0        | .143  | .250     | .143     | .393  |
| 1990년     | 닛폰햄     | 9     | 6     | 5     | 3     | 1     | 0       | 0       | 0     | 1     | 0     | 2     | 0         | 0         | 0           | 1     | 0         | 0     | 1     | 0        | .200  | .333     | .200     | .533  |
| 통산 : 3년 | 통산 : 3년 | 36    | 25    | 22    | 6     | 4     | 0       | 0       | 0     | 4     | 0     | 2     | 2         | 0         | 0           | 2     | 0         | 1     | 9     | 0        | .182  | .280     | .182     | .462  |

- 1987년, 1989년은 1군 출장 없음.